# Georg III. Schenk von Limpurg

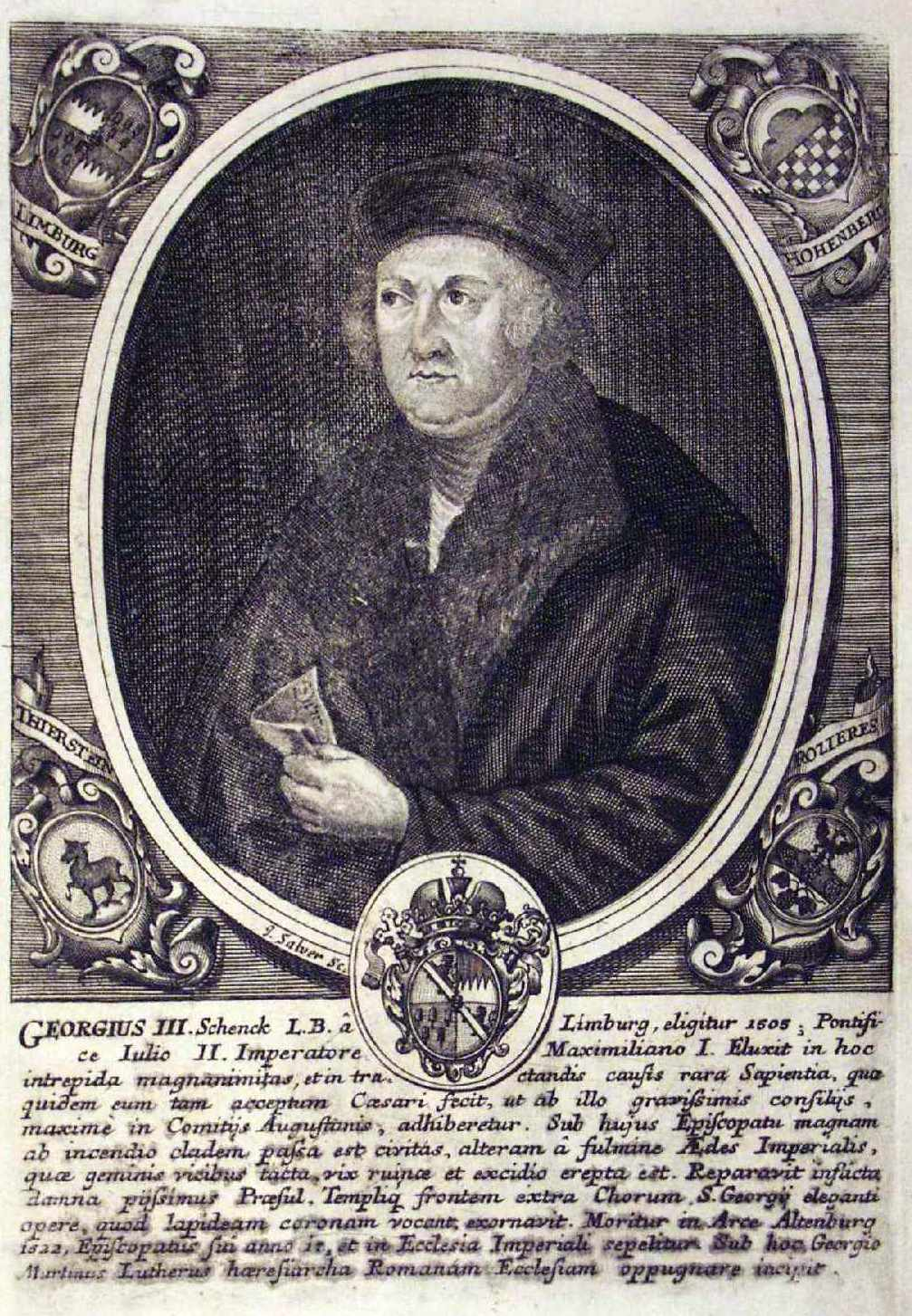
Georg Schenk von Limpurg, Kupferstich von Johann Salver

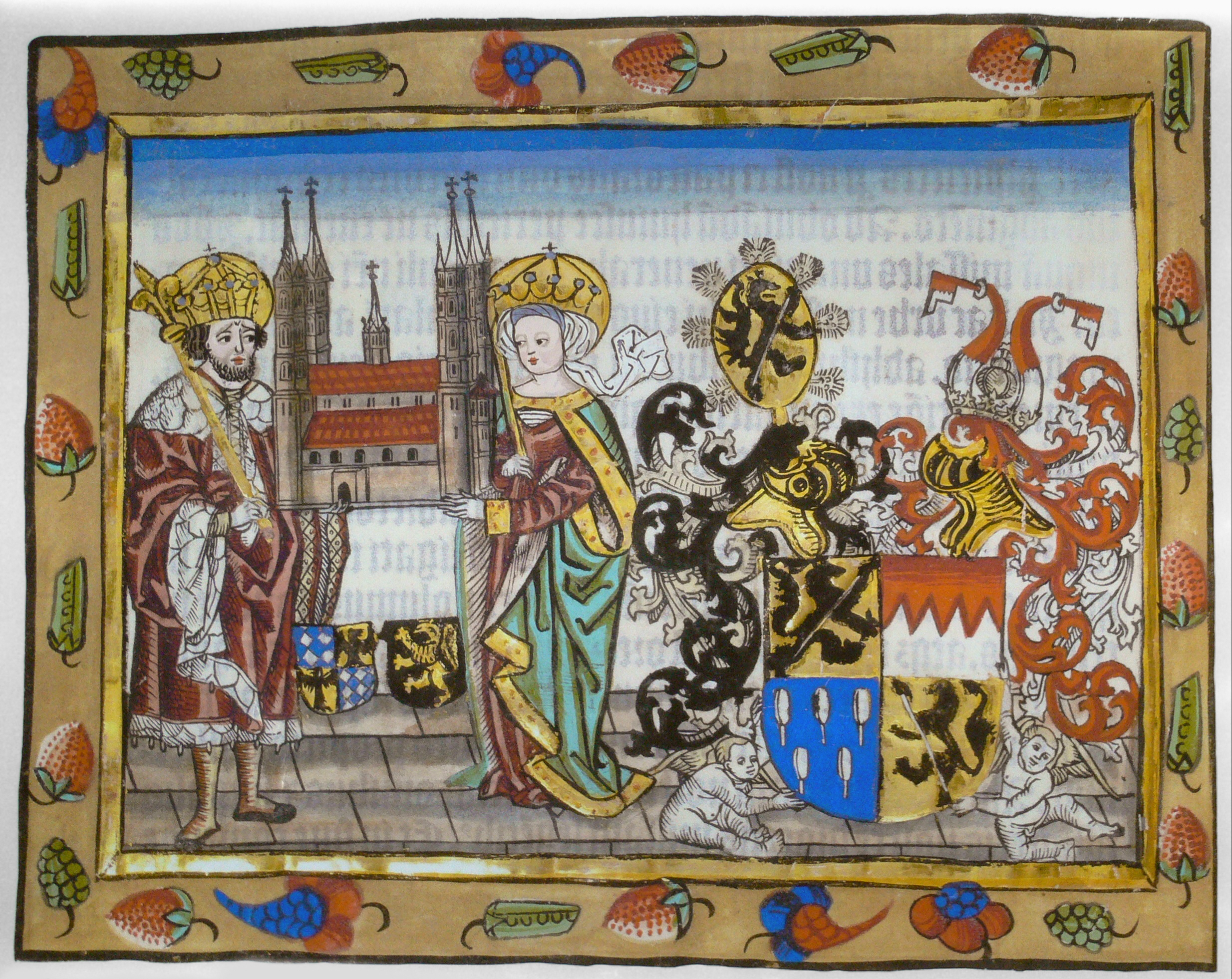
Die Bistumspatrone Heinrich II. und Kunigunde mit dem Bamberger Dom und dem Wappen des Fürstbischofs Georg III. Schenk von Limpurg, aus dem gedruckten Bamberger Missale von 1507, Staatsbibliothek Bamberg

Georg III. Schenk von Limpurg († 31. Mai 1522 auf Burg Altenburg) war von 1505 bis zu seinem Tode 1522 Fürstbischof des Hochstiftes Bamberg.

## Georg III. Schenk von Limpurg im Familienkontext
Georg III. Schenk von Limpurg stammte aus der schwäbisch-fränkischen Adelsfamilie der Schenk von Limpurg. Die namensgebende Burg Limpurg gehört heute zur Stadt Schwäbisch Hall im Regierungsbezirk Stuttgart. Der Adelstitel des Schenken wurde als ursprüngliches Hofamt in den Namen integriert. Namensvarianten sind Erbschenk und Limburg.

## Biografische Daten
Zur Zeit der Ernennung von Georg III. Schenk von Limpurg zum Fürstbischof war Julius II. Papst und Maximilian I. Kaiser.
Der Name dieses 39. Bischofs ist verbunden mit der Bamberger Halsgerichtsordnung (Constitutio Criminalis Bambergensis), die prägend für die weitere deutsche Rechtsentwicklung war. Sein Hofmeister Johann von Schwarzenberg war von ihm beauftragt, das Rechtswerk zu verfassen. Es wurde 1507 von Hans Pfeil herausgegeben. Es enthält humanistisches Gedankengut italienischer Rechtsschulen. Es gab der kirchlichen und staatlichen Gerichtsbarkeit verbindliche Regeln vor, wie die peinliche Befragung (Folter) der Angeklagten durchgeführt werden sollte. Da es dadurch möglich wurde, auch die Willkür der Gerichtsorgane zu bestrafen, war die Halsgerichtsordnung ein wesentlicher Fortschritt eines weiterhin die Folter tolerierenden Prozessrechts.
Georg III. Schenk von Limpurg war außerdem vertrauter Ratgeber des Kaisers Maximilian I., besonders 1518 auf dem Reichstag zu Augsburg, korrespondierte mit berühmten Gelehrten, auch mit Martin Luther und verbot die Bekanntmachung der päpstlichen Bulle gegen diesen.
Im Jahr 1517 malte Albrecht Dürer sein Porträt und wurde dafür gut bezahlt. Im Jahr 1520 empfing der Bischof erneut Dürer, der auf dem Weg in die Niederlande war; er übergab Dürer einen Zollbrief und drei Empfehlungsschreiben. Im selben Jahr 1520 zahlte der Bischof dem Philosophen Doktor Faustus 10 Gulden für das Zeichnen eines Geburtshoroskops, wie man in seinem Kassenbuch nachlesen kann.
Sein Grabdenkmal wurde von Loy Hering gefertigt.
Im Schauspiel Götz von Berlichingen von Johann Wolfgang von Goethe ist er die zeitgenössische Figur des Bischofs von Bamberg.